# Yemane Haileselassie
Yemane Haileselassie (21 de febrero de 1998) es un deportista de Eritrea que compite en atletismo. Ganó una medalla de plata en el Campeonato Mundial de Atletismo Sub-20 de 2016, en la prueba de 3000 m obstáculos.